# 1008 w literaturze
Wydarzenia literackie w 1008 roku.

## Urodzili się
- Anzelm z Liège, belgijski kronikarz (zm. ok. 1056)
- Sugawara no Takasue, japońska autorka (zm. po 1059)

## Zmarli
- Al-Hamadani, arabski poeta (ur. 967)
- Gunnlaugr ormstunga, islandzki poeta (ur. ok. 983)